# 千葉県道159号君津大貫線
千葉県道159号君津大貫線（ちばけんどう159ごう きみつおおぬきせん）は、千葉県君津市と富津市を結ぶ一般県道。

## 概要
君津市沿岸部の埋立地付近を起点として君津市の中心部を縦断、内陸部を南下して富津市の大貫地域へ至る。

### 路線データ
- 起点：君津市君津 信号交差点（国道16号交点）
- 終点：富津市岩瀬 信号無交差点（国道465号支線交点）
- 総延長：10.100 km（君津土木事務所管内：10.100 km[1]）
- 重用延長：1.474（君津土木事務所管内：1.474 km）
- 実延長：8.626 km（君津土木事務所管内：8.626 km[1]）
- 認定年月日：1955年（昭和30年）3月4日
- Google マップ

## 路線状況

### 通称・バイパス
- 夕焼け通（君津駅北側）
- ほほえみ通（君津駅東側）
- 本郷バイパス（君津市下湯江 - 富津市本郷）[2]

### 重複区間
- 信号無交差点（久保・南久保・台） - 信号無交差点（下湯江）（千葉県道158号君津青堀線）

## 地理

### 通過する自治体
- 千葉県
  - 君津市 - 富津市

### 交差する道路・河川・鉄道
- 千葉県君津市
  - 信号交差点（君津）（国道16号）
  - 新坂田橋（烏田川）
  - 坂田交差点（千葉県道90号木更津富津線）
  - 踏切（名称不明）（内房線）
  - 信号交差点（久保・南久保・台）（千葉県道158号君津青堀線）
  - 信号交差点（久保・台・中野）（千葉県道225号君津停車場線）
  - 釜神橋（小糸川）
  - 新地橋（梅田川）
  - 信号無交差点（下湯江）（千葉県道158号君津青堀線）
- 千葉県富津市
  - 信号交差点（絹）（千葉県道298号絹郡線）
  - 信号無交差点（岩瀬）（国道465号支線）

### 沿線
- 新日鐵住金君津製鐵所
- 君津駅
- アピタ君津店
- 君津市立周西南中学校
- 君津モータースクール